# Little Chishill
Little Chishill is een dorpje in het Engelse graafschap Cambridgeshire. Samen met Great Chishill vormt het de civil parish Great and Little Chishill. In 1870-72 telde het toen nog zelfstandige dorp 110 inwoners.